# Cyllène du robinier
Megacyllene robiniae
Espèce
Le Cyllène du robinier (Megacyllene robiniae), en anglais Locust borer, présent dans maintes régions de l'Amérique du Nord, est une espèce d'insectes coléoptères de la famille des cérambycidés, qui vit dans les champs, les terres incultes et les prés, surtout où poussent le Robinier faux-acacia, une Fabaceae, et la Verge d'or, une Asteraceae. Il peut atteindre 20 à 28 mm de long.

## Description
Sa livrée est vespiforme, à pattes orange et antennes marron. Sa tête est conique, noire, le front et le clypeus maculés de jaune. Ses yeux noirs sont maculés de jaune près de la base antennaire, et cintrés de jaune. Son pronotum est cintré de quatre bandes transversales jaunâtres. Ses élytres fermés forment une longue ogive aplatie. Ils sont ornés de sept fines bandes jaunes, dont la 3e bande forme un « W ». Son pronotum et ses élytres sont couverts de fins poils jaunes.

## Répartition
En Amérique du Nord, il se rencontre du Nouveau-Brunswick jusqu'en Oregon, et de la Géorgie jusqu'au Texas.

## Cycles
La femelle est souvent observée parcourant le tronc du robinier, vraisemblablement à la recherche d'un endroit pour y pondre ses œufs, notamment dans une crevasse de l'écorce ou dans une plaie de l'arbre.
Sa larve est blanche, robuste, dépourvue de pattes et atteint environ 25 mm de long. Peu de temps après son éclosion, elle creuse des galeries dans le tronc et les branches des arbres, tant et si bien que son hôte est susceptible de se briser net par fort vent. Les arbres plantés dans des sites pauvres ou mal entretenus sont particulièrement vulnérables. La larve atteint la maturité vers la mi-juillet.

## Alimentation
L'adulte se nourrit de la Verge d'or tôt le matin. À l'approche du crépuscule, il transite vers les arbres.

## Comportement
Lors de la saison des amours, les mâles se confrontent avec une grande agressivité l'un envers l'autre. Ils peuvent employer 7 tactiques pour déloger leur adversaire, même pendant l'accouplement, notamment en le martelant de coups avec leurs antennes ou de leurs pattes, en le mordillant de leurs mandibules, en immisçant sa tête entre le couple, ou en tirant et en traînant le couple afin de les séparer.

## Confusion
Le Cyllène du caryer (Megacyllene caryae) se distingue à son scutellum orné d'un chevron (tache en forme de V), flanquée d'un trait de chaque côté.

## Galerie

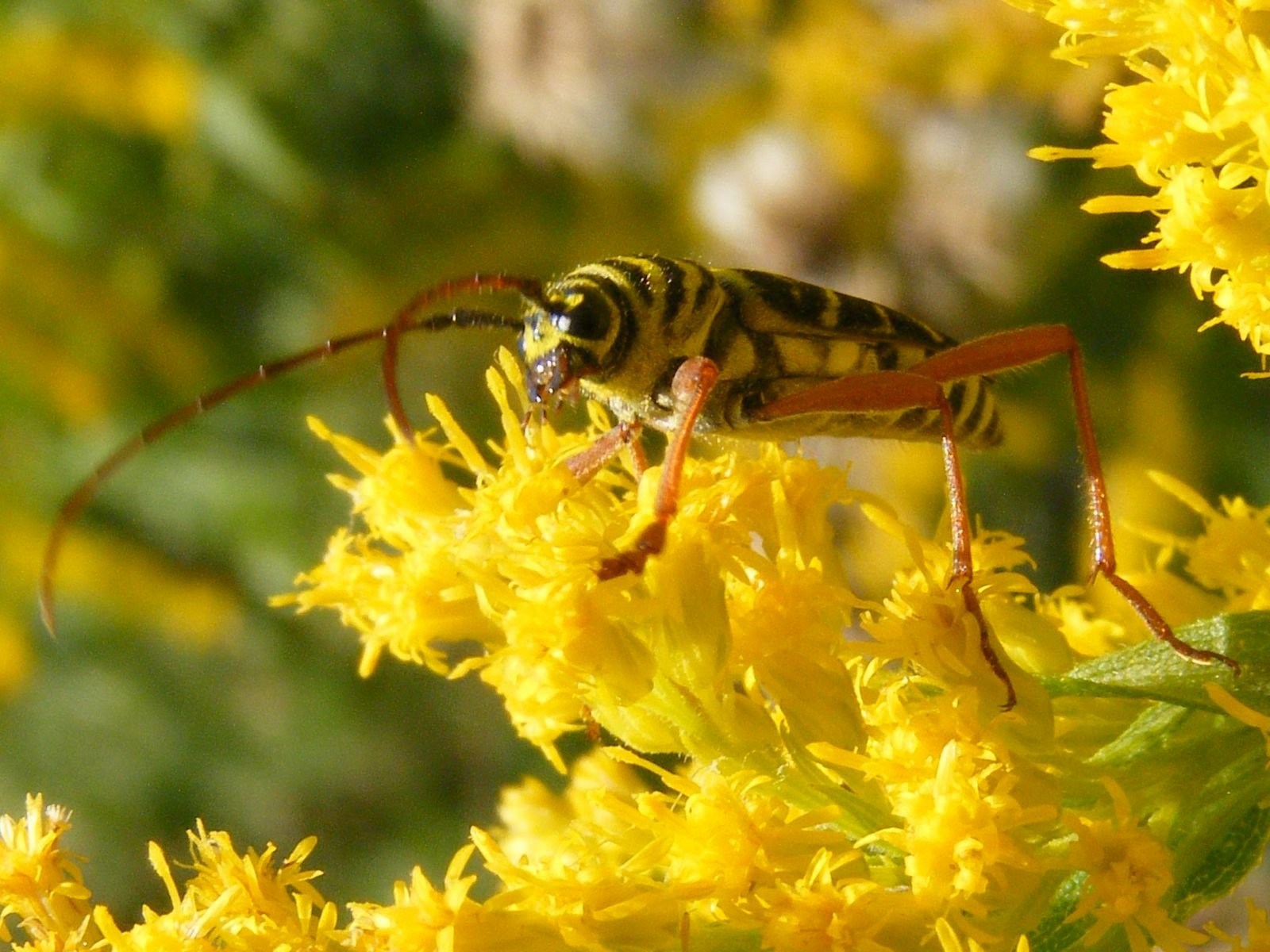
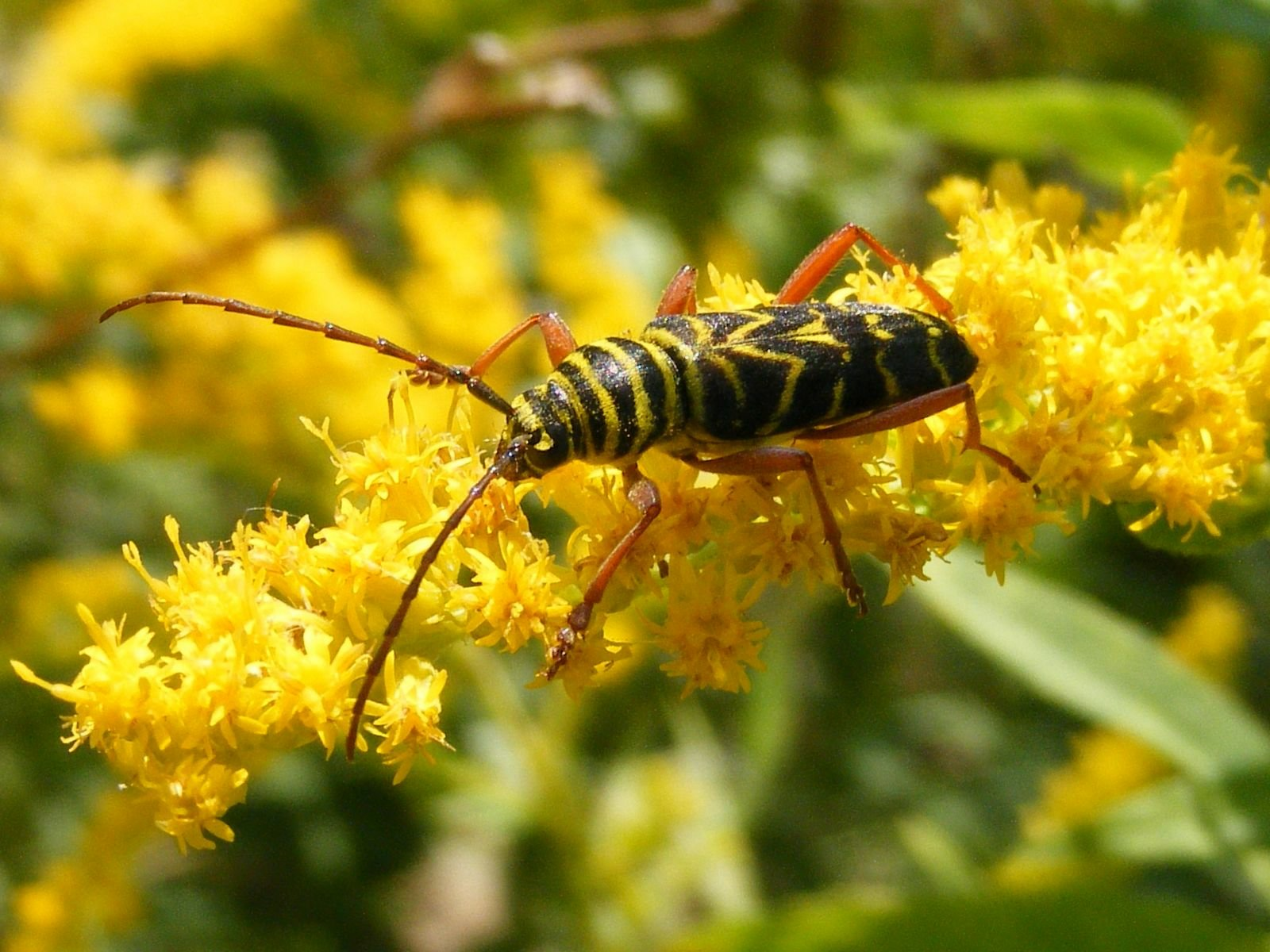
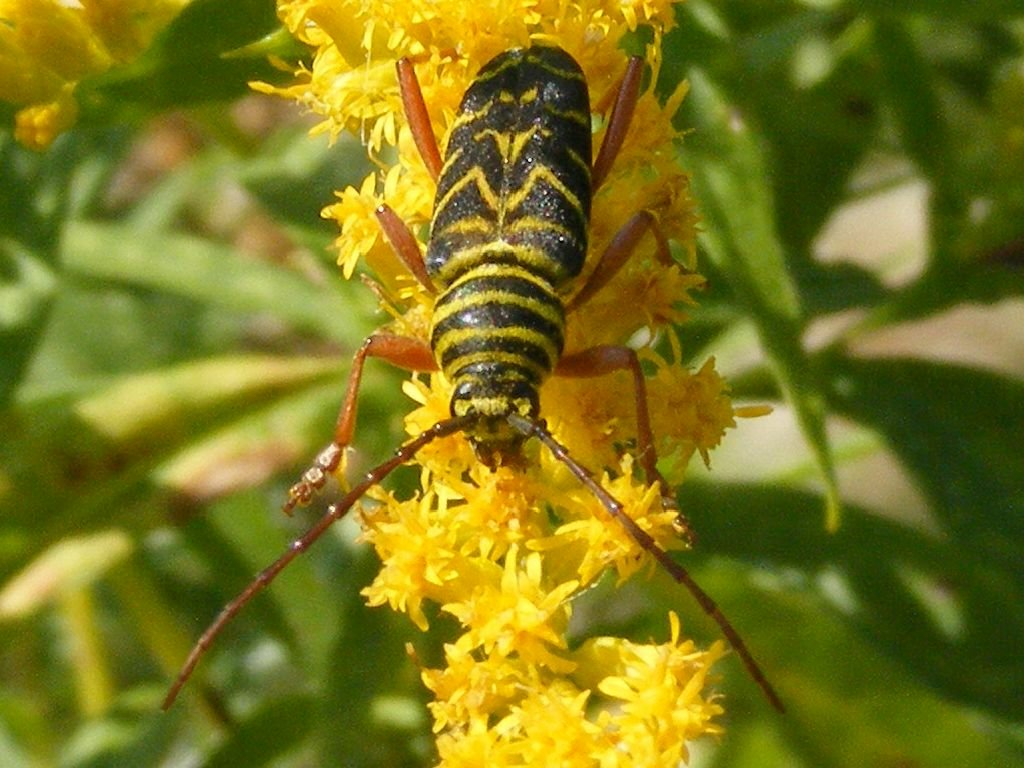